# Malpensa Express
El Malpensa Express es un servicio de ferrocarril operado por Trenord, que enlaza el aeropuerto de Malpensa con la ciudad de Milán en Italia, operativo desde 1999.
La estación de esta línea de tren en el aeropuerto de Malpensa, está en la Terminal 2, pero cada tren transita por el Terminal 1 también. 
Hay trenes cada 15 minutos para Milán y dos líneas, con salidas alternadas: 
- una línea con destino a la estación de "Milán-Cadorna", en el casco antiguo de la capital lombarda, con conexiones con las líneas 1 y 2 del Metro de Milán.
- una línea con destino a la estación "Milán-Centrale", con parada en la estación de "Porta Garibaldi" y conexiones con todas las líneas de cercanías, regionales, alta velocidad y entre otros servicios y con las líneas 2 y 3 del Metro de Milán.

## Aeropuerto de Malpensa - Milán, estación de "Cadorna" (casco antiguo)
En la línea para Milán-Cadorna, los trenes salen cada 30 minutos, excepto durante la noche (aproximadamente de la medianoche hasta las cinco de la madrugada), cuando el servicio está suspendido. 
El precio del servicio (hay solo primera clase) de Milán-Cadorna al aeropuerto (diciembre de 2016) es de 13,00 € para personas mayores y de 6,50 € para chicos. Hay billetes de ida y vuelta en el mismo día con descuento.
Los trenes tardan 43 minutos para el Terminal 2 (37 para el Terminal 1), con paradas en las estaciones de:
- Milán Bovisa, donde hay conexiones con los trenes con destino Séveso, Erba y Canzo.
- Saronno, donde hay conexiones con los trenes con destino Como, Varese y Laveno-Mombello.
- Busto Arsizio, donde hay conexiones con los trenes con destino Novara y Busto Arsizio FS.

Desde el 30 de enero de 2010, el tren pasa por  el nuevo túnel de Castellanza.

## Aeropuerto de Malpensa - Milán, estación "Central"
En la línea para Milán-Centrale, los trenes salen cada 30 o 60 minutos, excepto durante la noche (aproximadamente de las 23 hasta las 5 de la madrugada), cuando el servicio está suspendido. 
Hay trenes regionales y directos. En el primer caso, el precio del servicio (solo ida) es de 7,00 € y el viaje dura de 43 o de 52 minutos; en el segundo el precio y el tiempo de viaje es lo mismo que en la línea para Milán-Cadorna.
Todos los trenes se paran en la estación de "Fermo-Lonate Pozzolo",
"Busto Arsizio Nord", "Castellanza", "Rescaldina", "Saronno", "Milán Bovisa" y en la estación de "Milán Porta Garibaldi"
En la Estación de Porta Garibaldi de Milán hay conexión con las líneas 2 y 5 del Metro de Milán.
En la Estación de Milán Central hay conexión con las líneas 2 y 3 del Metro de Milán.